# Beatrice si rivolge a Dante da un carro
”Beatrice si rivolge a Dante da un carro” è un dipinto (37x53 cm) realizzato tra il 1824 ed il 1827 dal pittore William Blake e conservato nella Tate Britain di Londra.
Questo dipinto è parte di una serie di illustrazioni realizzate per la Divina Commedia.
L'episodio rappresentato è il primo incontro di Dante e Beatrice.
A fianco di Beatrice sono rappresentati i Quattro Evangelisti, sotto di lei invece le allegorie della Fede (in bianco), della Speranza (in verde) e della Carità (in rosso). Un grifone traina il carro su cui si trova Beatrice.